# Karlheinz Roik
Karlheinz Roik  (* 5. September 1924 in Frankfurt am Main; † 16. Juni 2009 in Neuss) war ein deutscher Bauingenieur (Stahlbau). Er war ein Experte für Stahlverbundbau.

## Biografie
Roik wurde 1942 zum Wehrdienst einberufen, wurde schwer verwundet und war kurz in Kriegsgefangenschaft. Ab 1945 studierte er Bauingenieurwesen an der TH Darmstadt, wo er Mitglied des Corps Hassia wurde. Das Studium schloss er 1950 als Dipl.-Ing. ab. Kurt Klöppel gehörte zu seinen akademischen Lehrern. Danach war er bei der Stahlbaufirma MAN Werk Gustavsburg, wo er an zehn großen Brücken, unter anderem an der Hängebrücke Köln-Rodenkirchen (Montageplanung) beteiligt war. 1953 wurde er Gruppenleiter bei Dortmunder Union Brückenbau. Einen sechswöchigen Krankenhausaufenthalt nutzte er für die Erstellung seiner Dissertation und 1955 wurde er mit Auszeichnung in Darmstadt promoviert. 1955 wurde er Abteilungsleiter bei Neußer Eisenbau-Bleichert, wo er an rund 20 Brücken und an großen Industriehallen beteiligt war.  Er führte technische Neuerungen ein (Bolzenschweißverfahren für Verbunddübel bei der Flutbettbrücke Mainz-Weisenau, neues Vorspannverfahren bei der Liedtalbrücke). 1963 wurde er Professor für Stahlbau an der TU Berlin als Nachfolger von Konrad Sattler und 1972 an der Ruhr-Universität Bochum.  Er forschte über Verbundkonstruktionen (1974 entstanden mit seinen Schülern und Mitarbeitern daraus die Richtlinien für die die Bemessung und Ausführung von Stahlverbundträgern, die  Bemessung nach dem Traglastverfahren vorsah), führte CAD Techniken in den Stahlbau ein und war wesentlich an Eurocode 4 (Verbundbau) beteiligt. Er führte in den 1980er Jahren Tests an Verbundstützen aus und war wesentlich an der DIN 18806 (Verbundkonstruktionen, Verbundstützen) beteiligt.
Er war Schadensgutachter bei der Donaubrücke Wien, bei der West Gate Bridge (Teileinsturz), der Auckland Harbour Bridge (Mängel) und der Hobart Bridge in Tasmanien (Schiffsanprall, Teileinsturz).
Er war 1978 Mitgründer des Ingenieurbüros HRA (Haensel, Roik, Albrecht) in Bochum, mit dem er an der  Süderelbbrücke, der Fleher Brücke, der Werrabrücke bei Hedemünde, der Sauertalbrücke und der Verbreiterung und Sanierung der Brücke Köln-Rodenkirchen beteiligt war. 1997 ging er bei HRA in den Ruhestand.
1988 erhielt er die Auszeichnung des Deutschen Stahlbau und wurde Ehrendoktor der TU Berlin.

## Schriften
- mit Gerhard Sedlacek: Statische Untersuchungen für die Dachkonstruktion der Neuen Nationalgalerie in Berlin, Stahlbau, Band 37, 1968, S. 115–120.
- Zur Berechnung von Durchlaufträgern, Stahlbau, Band 20, 1951, S. 10–13
- mit R. Bergmann, J. Haensel, G. Hanswille: Verbundkonstruktionen – Bemessung auf der Grundlage des Eurocode 4, Teil 1. In: Beton-Kalender 1993, Ernst und Sohn, S. 551, Beton-Kalender 1999, S. 373
- mit J. Haensel: Die Entwurfsüberarbeitung der West Gate Brücke in Melbourne, Stahlbau, Band 48, 1979, S. 197–204.
- mit Gert Albrecht, Ulrich Weyer: Schrägseilbrücken, Ernst und Sohn 1986
- mit Joachim Lindner: Einführung in die Berechnung nach dem Traglastverfahren, Köln: Stahlbau-Verlag 1972
- Vorlesungen über Stahlbau, Ernst und Sohn 1978, 2. Auflage 1983